# 戴鸞翔
戴鸞翔，字蓮溪，順天府宛平縣（今北京市）人。清朝政治人物。

## 生平
道光十八年（1838年）戊戌科進士。選翰林院庶吉士，散館授編修。官至直隸永定河道。